# Iskra (hudební skupina)
Iskra je kanadská hudební skupina, která vznikla ve Victorii v Britské Kolumbii v roce 2002. Je to první kapela, která oficiálně hrála blackened crust.
Jejích hudba je směsicí skandinávského black metalu a crust punku, texty jsou ovlivněny především punkovou a anarchistickou kulturou, proto jsou považovaní za průkopníky RABM. Jejich texty obsahují témata jako např. antikapitalismus (kritika NAFTA, CAFTA, Světové banky apod.), kritiku války nebo sociální témata jako homofobie, sexismus.

## Diskografie
Iskra není zastáncem autorizace (copyright) nahrávek, proto svojí produkci běžně distribuuje na svých stránkách zdarma.
- Demo (2003)
- Iskra LP (Profane Existence, 2004)
- Fucking Scum cassette (Harsh Brutal Cold Productions, 2004)
- The Terrorist Act EP 7" (Unrest Records, 2005)
- Iskra/Self-Rule split 7" (Unrest Records, 2005)
- Bring the War Home split CD/LP with Against Empire (Rabid Records, Rodent Popsicle Records, 2006)
- Selected Works compilation of all work excluding Bring the War Home (Profane Existence, 2007)
- Bureval (Black Raven Records, 2009)
- Iskra LP remastered reissue (Mercy of Slumber Records, 2011)[4]
- Iskra/Doom Siren Split LP/cassette (Black Raven Records/Threat to Existence/Eat Lead Records/Anti-Corp, 2011)
- European Tour Demo 2012 LP/CD (self-released, 2012)
- Bureval Demo LP (Echoes From Beneath, 2013)
- Iskra/Ash and Ruin Split 7" (Drop Out Records, 2013)
- Ruins LP (Profane Existence, Doomed Society, OSD Press, Black Raven Records, Echoes From Beneath)(Neanderthal Stench, Darkside Of Punk, Chainbreaker Records, Back On Track, DVVM Recs, Crust Or Die, Criminal Attack *Records, Ya-Basta, Sick Man Getting Sick Records, Yehanola Tapes, Kajfasz Records, Headnoise Records, Panda Banda, 2015)

## Členové

### Aktuální sestava
- Wolf (Nick Edwards) – Kytara (2002–současnost, ex-člen kapely Black Kronstadt)
- Danielle – Zpěv (2008–současnost)
- Cody Troyler – Bicí (2008–současnost)
- Anatol Anton – Kytara (2010–současnost)
- Katie - Basová kytara (2016-současnost)

### Předchozí členové
- Calvert - Bicí (2002-2003)
- Nick Engwer - Kytara (2002-2005)
- Scott - Zpěv (2002-2007)
- Devin - Basová kytara (2003-2009)
- Jasper Van Der Veen - Bicí (2003-2004)
- Sean - Zpěv (2003-2004)
- Jesse - Bicí (2004-2007)
- Megan - Zpěv (2005)
- Mel - Zpěv (2006)
- J.P. - Basová kytara (2011-2015)
- Ray - Basová kytara (2009-2010)